# 2А42
2А42 — нарізна автоматична гармата калібру 30 мм. Була розроблена в СРСР. Призначена для знищення живої сили, легкоброньованої техніки і повітряних цілей на малій висоті на дистанціях 1500―4000 м. Встановлювалася як основна зброя бойових машин, а також на ударних гелікоптерах та бронекатерах.
Автоматика гармати заснована на принципі відводу порохових газів. Гармата 2А42 стала попередницею 30-мм гармати 2А72, що має повністю уніфікований з нею боєкомплект.
В Україні виробляється різними заводами під маркуваннями ЗТМ-2, КБА-113, ЛВГ-30.

## Опис

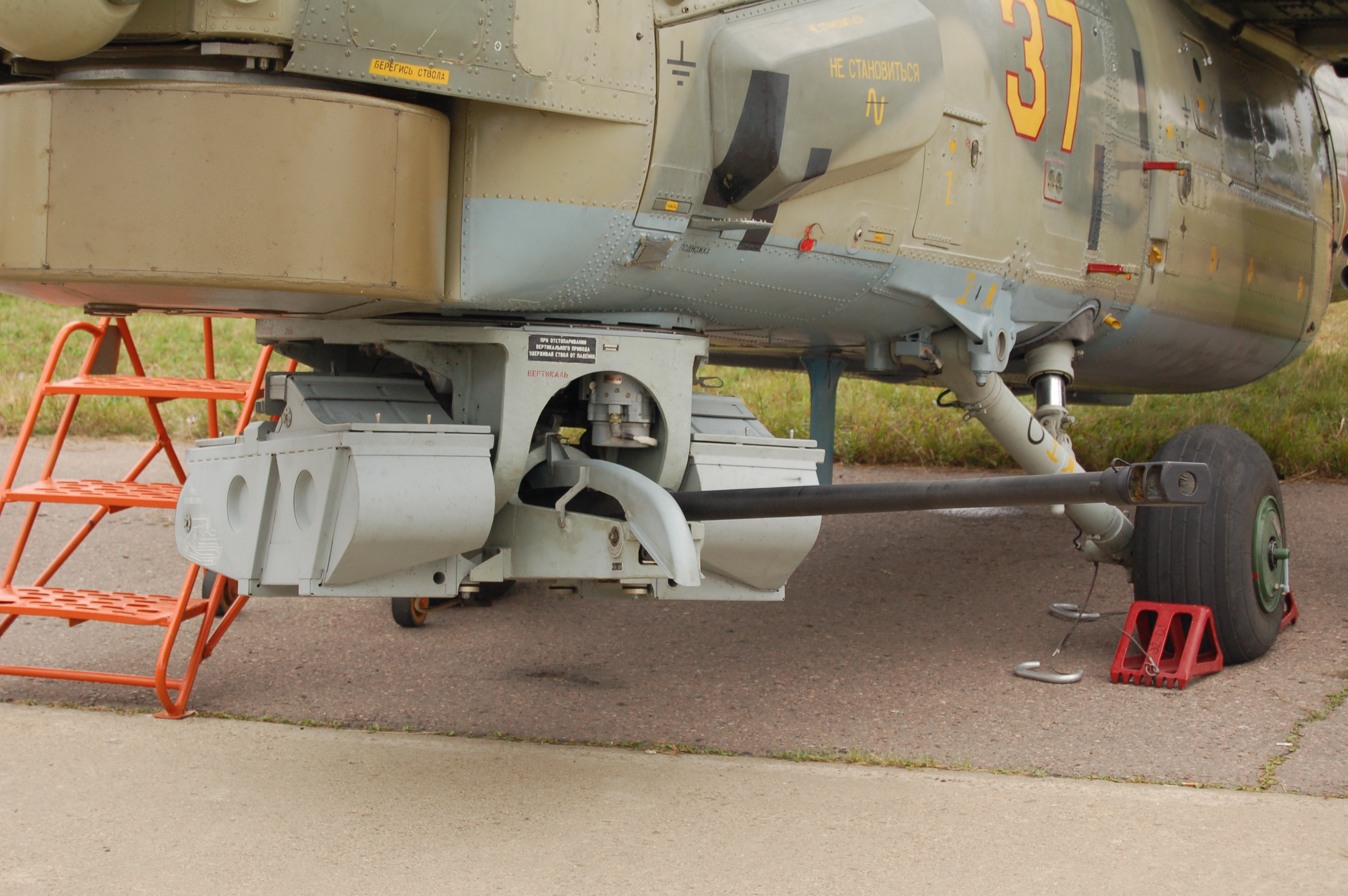
Гармата 2А42 на вертольоті Мі-28

Стрільбу з гармати можна вести одиночним вогнем і автоматичним (великим і малим темпом). Призначена для боротьби з легко броньованими цілями супротивника на відстані до 1500 м, з неброньованими на відстані до 4000 м, з повітряними цілями, що рухаються з дозвуковою швидкістю на висоті до 2000 м з похилою дальністю до 2500 м.
Автоматика гармати заснована на використанні енергії порохових газів, що відводяться через бічний отвір у стволі. Для зменшення зусилля відбою гармати ствол амортизований і при пострілі відкочується на 30-35 мм.
30-мм автоматична гармата 2А42 закріплюється на установці непорушно, що спрощує підведення патронних стрічок до гармати.
Гармату використовують на бойових машинах БМП-2, БМД-2, БМД-3, БТР-90, БМПТ, на вертольотах Ка-50, Ка-52, Мі-28Н, можливо встановити на інші носії, наприклад на бронекатери.

## Тактико-технічні характеристики
- Прицільна дальність:
  - ОФЗ і ОТ 4000 м
  - БТ 2000 м
- Дальність:
  - прямого пострілу ОФЗ і ОТ:
    - по цілі h=2,5 м 1200 м
    - по цілі h=1 м 800 м

  - прямого пострілу БТ 1100 м
- Дальність зведення підривника (ОФЗ, ОТ) 20-100 м
- Час самоліквідації 7,5- 14,5 с
- Час горіння трасера:
  - ОТ не <10 с
  - БТ не <3,5 с
- Дальність, до якої трасер залишає слід, що світиться:
  - ОТ до 4000 м
  - БТ до 2500 м
- Темп стрільби:
  - великий не <550 постр./хв.
  - малий 200 −300 постр./хв.
- Маса:
  - ствола 38,5 кг
  - пострілу БТ 853 г
  - пострілу ОФЗ 833 г
  - пострілу ОТ 826 г
  - ящику з патронами 62 кг
- Приціл БПК-2-42 (БПК-1-42)
- Кути обстрілу:
  - по обрії 360º
  - по вертикалі −5º до 75°
- Зусилля ручного перезарядження 40 кгс
- Число нарізів 16

## Основні частини і механізми гармати
- ствольна коробка з приймачем
- Агрегат ствола
- Затвора рама
- Зворотна пружина
- Затильник
- Електроспуск
- Контактор
- Вісь затильника

| Таблиця Бронепробивності снарядів гармати 2А42 |     |     |     |      |      |      |
| Снаряд / Відстань, м | 100 | 200 | 500 | 1000 | 1500 | 2000 |
| БТ 30×165 мм індекс 3УБР6 «Трезубка» |     |     |     |      |      |      |
| (кут нахилу 60°, гомогенна броня) | 40  | 35  | 25  | 18   | 15   | 10   |
| БП 30×165 мм індекс 3УБР8 «Кернер» |     |     |     |      |      |      |
| (кут нахилу 60°, гомогенна броня) | 45  | 40  | 33  | 28   | 25   | 22   |
| БОПС 30×165 мм Oerlikon РМС303 |     |     |     |      |      |      |
| (кут нахилу 60°, гомогенна броня) |     |     |     | 47   |      |      |
| Бронепробивність під кутом 60° вказана в товщині бронеплити, що уражається. Для перетворення на приблизну глибину пробиття, треба помножити на 1,5—2 |     |     |     |      |      |      |

## Виробництво
Україна

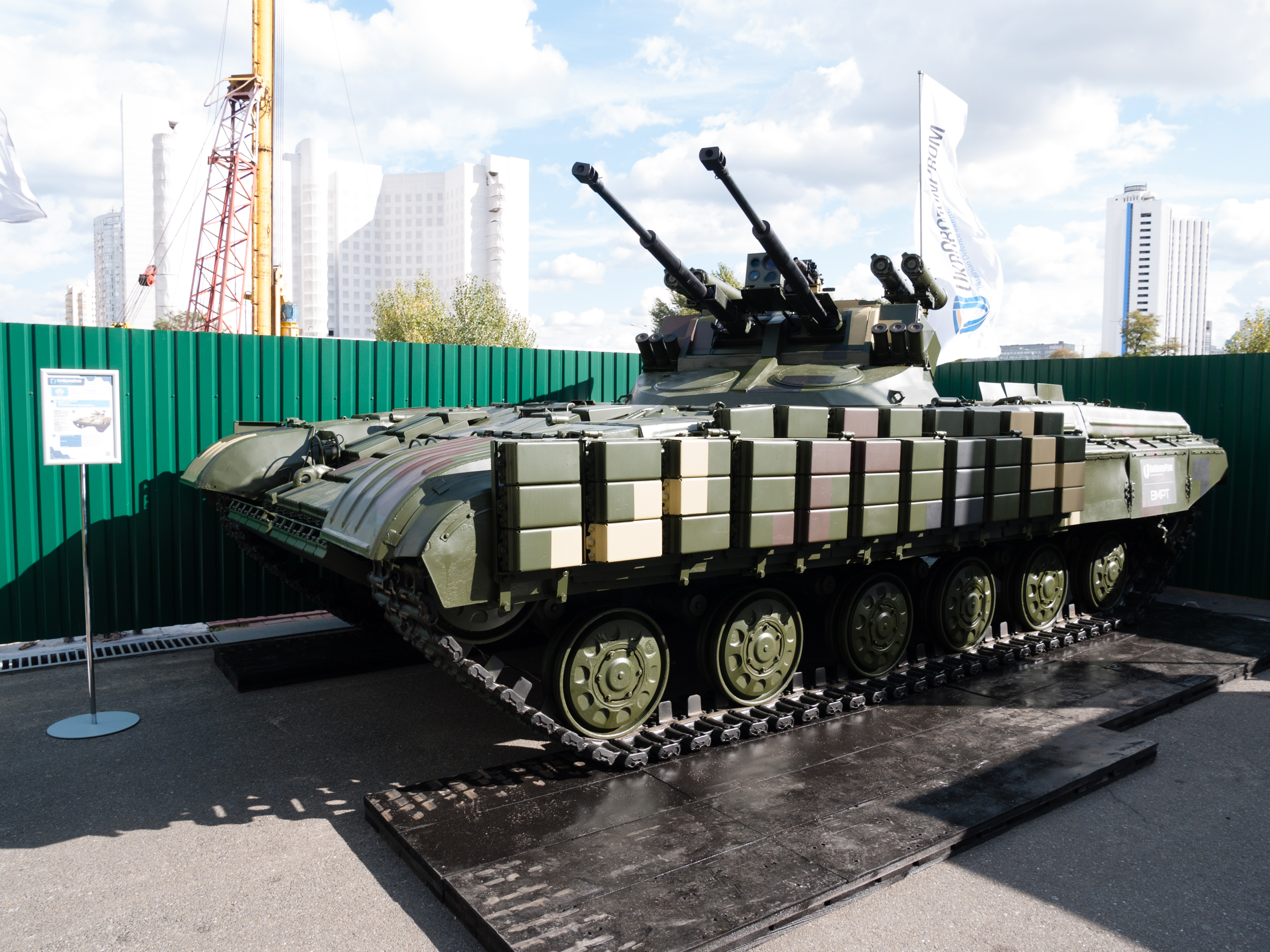
Спарена ЗТМ-2 на бойовому модулі «Дуплет».

- Виробництво аналога 2А42 було налагоджене в Україні під маркуванням ЗТМ-2 (як виріб «Заводу точної механіки»)[3] або КБА-113 (як виріб КБ «Артилерійське озброєння»). Гармати ЗТМ-1 та ЗТМ-2 були представлені ДП «НТК „Завод точної механіки“» на виставці Defexpo-2016 в Індії. В ході проведених перемовин виникло декілька пропозицій про модернізацію гармат ЗТМ під водне охолодження, а також модернізацію під снаряд 30×173 мм (стандарт НАТО). З компаніями Elbit Systems Land and C4L та Larsen and Turbo були досягнуті попередні домовленості про поставку гармат ЗТМ для Індії та Ізраїлю. З компанією Mechvac India був підписаний меморандум про співробітництво, з подальшим укладенням договору на придбання 500 гармат ЗТМ для потреб індійської армії. А також відкриття спільного виробництва на території Індії гармат ЗТМ та інших виробів[4]
- В травні 2016 року завод «ЛОРТА» представив нову розробку — повний аналог 2А42 — гармату ЛВГ-30[5]. Розробки розпочалися наприкінці лютого 2014 року.[6]